# Mihail Ilarionovič Kutuzov
Knez Mihail Ilarionovič Goleniščev-Kutuzov (svetlejši knez Goleniščev-Kutuzov-Smolenski) (rusko князь Михаи́л Илларио́нович Голени́щев-Куту́зов (светле́йший князь  Голени́щев-Куту́зов-Смоле́нский)), ruski vojskovodja, feldmaršal, diplomat in plemič, * 16. september (5. september, ruski koledar) 1745, Sankt-Peterburg, Rusija, † 28. april (16. april) 1813, Bunzslau, (sedaj Bolesławiec), Šlezija, Poljska.

## Življenje
Kutuzov je leta 1757 začel študirati na Plemiški topniško-inženirski šoli v Sankt-Peterburgu. Po študiju je ostal pet mesecev na šoli in predaval aritmetiko in geometrijo.
Leta 1759 je postal topniški desetnik in vstopil v rusko vojsko. Leta 1761 je dobil čin praporščaka. Leta 1762 je bil kot stotnik poveljnik čete v Astrahanskem pehotnem polku. Med letoma 1764 in 1769 se je udeležil bojev v Poljski.
Med letoma 1770 in 1774 je sodeloval v rusko-turški vojni (1768–1774). Leta 1770 so ga povišali v majorja. Nekaj let je potoval po Srednji in Zahodni Evropi. Leta 1771 so ga povišali v podpolkovnika. Leta 1774 je pri napadu v kraju Šuma pri Alušti na Krimu zaradi krogle izgubil desno oko.
Leta 1777 so ga povišali v polkovnika in imenovali za poveljnika Luganskega kopjaniškega polka. Leta 1782 so ga povišali v brigadirja, leta 1783 je postal poveljnik Mariapolskega polka lahke konjenice. Leta 1784 je dobil čin generalmajorja in postal predstojnik Bugskega lovskega korpusa. Leta 1787 je postal vojaški guverner Krima in prejel red svete Ane. Postal je bojni tovariš Aleksandra Vasiljeviča Suvorova. Pod poveljstvom Suvorova si je med rusko-turško vojno med letoma 1787 in 1792 pridobil velik ugled z zavzetjem Očakova, Odese, Bende in Ismaila (1790) ter v bitkah pri Rimniku in Mašinu. Leta 1791 so ga povišali v generalporočnika in imenovali za poveljnika ismailskega okrožja. V tem času je leta 1793 postal ambasador v Konstantinoplu, leta 1794 glavni poveljnik Kopenskega šlahtnega kadetskega korpusa v Sankt-Peterburgu, leta 1795 poveljnik ruskih enot na Finskem, vojaški guverner Kazana in Vjatke, veleposlanik v Berlinu. Od leta 1797 do 1799 je bil poveljnik Rjazanskega mušketirskega polka in poveljnik Pehotnega polka Pskova. Do leta 1801 je bil vojaški guverner Litve. Leta 1801 ga je car Aleksander I. imenoval za vojaškega guvernerja Sankt-Peterburga.
Leta 1805 je Kutuzov poveljeval ruskim enotam, ki so preprečevale Napoleonov pohod proti Dunaju. 11. novembra 1805 je zmagal v težki bitki pri Dürrensteinu.
Pred bitko treh cesarjev pri Slavkovu (Austerlitzu) na Moravskem je skušal prepričati zavezniške generale, da ne bi začeli z bojevanjem. Ker so ga preglasili, ga potek bitke sploh ni več zanimal. Med branjem povelj je celo zaspal. V sami bitki 2. decembra 1805 pa je sodeloval in je bil ranjen. Francozi so premagali združeno avstrijsko in rusko vojsko pod poveljstvom Franca I. in Aleksandra I. Zaveznika sta izgubila okoli 27.000 vojakov, Napoleon le okoli 7000. Aleksander I. ga je po bitki razrešil poveljevanja. 
Od leta 1806 do 1811 je Kutuzov služil najprej kot vojaški guverner Kijeva in poveljnik korpusa v Moldavski armadi, leta 1809 pa kot vojaški guverner Litve. Leta 1811 je bil v rusko-turški vojni (1806–1812) vrhovni poveljnik Moldavske armade. Povišali so ga v plemiški stan. Po sporu z ruskim maršalom de Tollyjem glede taktike, kjer so odločili njemu v prid, ga je moral Aleksander I. imenovati za glavnega poveljnika celotne umikajoče ruske vojske pred Napoleonovim napredovanjem po načelu požgane zemlje.
7. septembra 1812 je v rodoljubni vojni sodeloval v bitki pri Borodinu proti Napoleonovim enotam. Po neodločenem izidu je deloval v skladu s taktiko izmikanja svojega predhodnika in se umaknil zaradi morebitnega poraza ruske vojske. Zaradi tega je 14. septembra padla Moskva in prebivalstvo so preselili. Napoleon je hotel prisiliti carja Aleksandra I. k miru, ta pa je zavrnil vsakršna pogajanja. Po umiku v jugozahodni smeri in preustroju vojske, je v bitki pri Malojaroslavcu Kutuzov prisilil Napoleonovo vojsko k umiku. Napoleon je zapustil Moskvo 19. oktobra.
Kutuzova so leta 1812 povišali v general-feldmaršala in postal je Smolenski svetlejši knez, zaradi tamkajšnje zmage nad francosko vojsko novembra 1812. 
Po pregonu Napoleonove Velike armade je menil, da je Rusija izven svojih meja ne bi smela preganjati, in da bi se morala Evropa sama rešiti pred Napoleonom. Vendar je vseeno vodil rusko vojsko. 
V začetku leta 1813 je zbolel in kmalu zatem umrl.
Po njem se imenuje visoko vojaško odlikovanje Sovjetske zveze red Kutuzova, ustanovljeno leta 1942.

## Odlikovanja
- vojaški red Marije Terezije 1. razreda
- red svetega Jurija 1. razreda
- vitez reda svetega Jurija
- pruski red črnega orla.